# The Woman in Me (Needs the Man in You)
«The Woman in Me (Needs the Man in You)» — третій сингл другого студійного альбому канадської кантрі-співачки Шанаї Твейн — «The Woman in Me» (1995). У США і Канаді пісня вийшла 9 серпня 1995. Пісня написана Робертом Джоном Лангом та Шанаєю Твейн; спродюсована Робертом Джоном Лангом. Музичне відео зрежисерував Маркус Бландер; прем'єра музичного відео відбулась 9 серпня 1995. Пізніше пісня увійшла до збірника Твейн «Greatest Hits» (2004).

## Музичне відео
Музичне відео зрежисерував Маркус Бландер. Зйомки проходили у Каїрі і в Саккарі, Єгипет на першому тижні липня 1995. Прем'єра музичного відео відбулась 9 серпня 1995.
Відеокліп виграв у категорії Favorite Video of the Year на церемонії нагородження Golden Pick Awards.

## Список пісень
CD-сингл для США / Аудіокасета
1. "The Woman In Me (Needs The Man In You)" — 4:50
2. "(If You're Not in It for Love) I'm Outta Here!" — 4:30

CD-сингл для Австралії
1. "The Woman In Me (Needs The Man In You)" (Remix) — 4:03
2. "Whose Bed Have Your Boots Been Under?" (Dance Mix) — 4:54
3. "Leaving Is The Only Way Out" (LP Version) — 4:11
4. "The Woman In Me (Needs The Man In You)" (LP Version) — 4:51

## Чарти
Сингл дебютував на 65 місце чарту Billboard Hot Country Songs на тижні від 12 серпня 1995. 4 листопада 1995 пісня досягла 14 місця чарту і провела на такій позиції один тиждень. Пісня також досягла 74 місця чарту Billboard Hot 100.
Тижневі чарти
| Чарт (1995)                                 | Місце |
| ------------------------------------------- | ----- |
| Canada RPM Adult Contemporary               | 22    |
| Canada RPM Country Singles                  | 1     |
| U.S. Billboard Hot Country Singles & Tracks | 14    |
| U.S. Billboard Hot 1001                     | 90    |

Річні чарти
| Чарт (1995)                | Місце |
| -------------------------- | ----- |
| Canada RPM Country Singles | 1     |